# فرودگاه پانتنگار
 فرودگاه پانتنگار (به انگلیسی: Pantnagar Airport) یک فرودگاه همگانی با کد یاتا PGH است . این فرودگاه در کشور هند قرار دارد و در ارتفاع ۲۳۳ متری از سطح دریا واقع شده است.